# Corazón de turco
Corazón de turco es una película de Argentina en blanco y negro dirigida por Lucas Demare según guion de Hernán de Castro que se estrenó el 9 de mayo de 1940 y que tuvo como protagonistas a Alí Salem de Baraja, Benita Puértolas, Marino Seré, Alberto Terrones y Malisa Zini.

## Sinopsis
La joven más aristocrática del pueblo es pretendida por un turco acriollado.

## Reparto
- Alí Salem de Baraja ... Alí Salem de Baraja
- Mario Baroffio ... Dr Mario Román de Flores
- César Fiaschi ... Manuel Arriaga
- Roberto García Ramos ... Miguel Rossini Passalacqua
- Serafín Paoli ... Crispín Rossini Passalacqua
- Benita Puértolas ... Leonor Arriaga
- Marino Seré
- Alberto Terrones ... Duarte
- Malisa Zini ... Susana
- Warly Ceriani ... secretario de Arriaga

## Comentario
Roland escribió en Crítica:

"Tema ingenuo, pueril, saturado de recursos primarios y abundante en chistes seniles... Alí Salem de Baraja encargado de un papel superior a sus fuerzas, oscila entre Buster Keaton y Luis Sandrini sin lograr definir sus personajes"